# Campi Bisenzio
Campi Bisenzio é uma comuna italiana da região da Toscana, província de Florença, com cerca de 37 161 habitantes. Estende-se por uma área de 28 km², tendo uma densidade populacional de 1 327 hab/km². Faz fronteira com Calenzano, Florença, Poggio a Caiano (PO), Prato (PO), Scandicci, Sesto Fiorentino, Signa.

## Demografia
| Variação demográfica do município entre 1861 e 2011                               |
|                                                                                   |
| Fonte: Istituto Nazionale di Statistica (ISTAT) - Elaboração gráfica da Wikipedia |